# Dasycapsus
Dasycapsus is een geslacht van wantsen uit de familie van de Miridae (Blindwantsen). Het geslacht werd voor het eerst wetenschappelijk beschreven door Bertil Robert Poppius in 1912.

## Soorten
Het genus bevat de volgende soorten:

- Dasycapsus cunealis (Reuter, 1899)
- Dasycapsus theryi (Poppius, 1912)
- Dasycapsus venustus (Wagner, 1968)